# Юстинівка (Люблінське воєводство)
Юстинівка (пол. Justynówka) — село в Польщі, у гміні Томашів Томашівського повіту Люблінського воєводства.
Населення — 211 осіб (2011).

## Історія
Первісним населенням Юстинівці були русини, які компактно проживали на своїх історичних землях. 
У 1975—1998 роках село належало до Замойського воєводства.

## Демографія
Демографічна структура станом на 31 березня 2011 року:
|          | Загалом | Допрацездатний вік | Працездатний вік | Постпрацездатний вік |
| -------- | ------- | ------------------ | ---------------- | -------------------- |
| Чоловіки | 96      | 23                 | 61               | 12                   |
| Жінки    | 115     | 28                 | 54               | 33                   |
| Разом    | 211     | 51                 | 115              | 45                   |